# أذينة مسطحة السطح
الأذينة مسطحة السطح (باللاتينية: Phlomis platystegia) نوع نباتي يتبع جنس الأذينة من الفصيلة الشفوية.

## الموئل والانتشار
موطن هذا النوع بلاد الشام.